# Cyrtochilum williamsianum
Cyrtochilum williamsianum là một loài thực vật có hoa trong họ Lan. Loài này được (Dodson) Dalström mô tả khoa học đầu tiên năm 2001.